# Tredje generationens reaktor

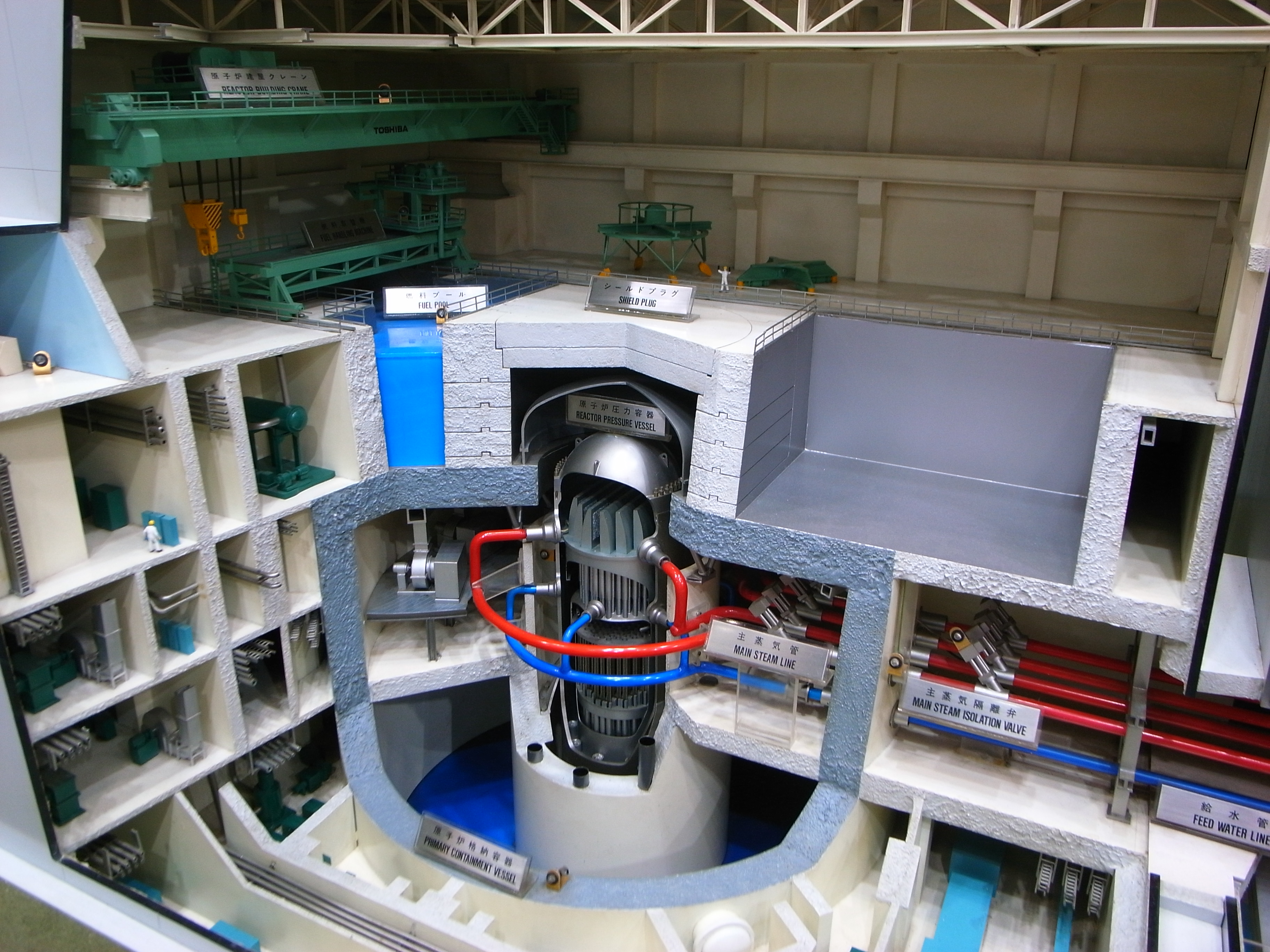
ABWR modell av Toshiba, som blev den första driftsatta generation III-reaktorn 1996

Tredje generationens reaktor, eller generation III-reaktor, är en klass av kärnreaktorer som är utformade för att ersätta generation II-reaktorer, och innehåller förbättringar i designen. Dessa inkluderar förbättrad bränsleteknik, högre termisk verkningsgrad, avsevärt förbättrade säkerhetssystem, inklusive passiv kärnsäkerhet och standardiserade konstruktioner avsedda att minska underhålls- och kapitalkostnader. De marknadsförs av Generation IV International Forum (GIF).
De första generation III‑reaktorerna som togs i drift var de avancerade kokvattenreaktorerna Kashiwazaki 6 och 7 (ABWR) år 1996 respektive 1997. Sedan 2012 har båda stängts på grund av en mindre tillåtande politisk miljö efter kärnkraftsolyckan i Fukushima. På grund av den långa perioden av stillastående i byggandet av nya reaktorer och den fortsatta, om än minskande, populariteten för generation II/II+-konstruktioner i nybyggnation, har relativt få generation III reaktorer byggts.

## Översikt
De äldre Gen II-reaktorerna utgör den stora majoriteten av dagens kärnreaktorer. Gen III-reaktorer är så kallade avancerade lättvattenreaktorer (LWR). Även om skillnaden mellan Gen II- och III-reaktorer är godtycklig, har få Gen III-reaktorer nått den kommersiella fasen från och med 2022. Generation IV International Forum kallar Gen IV-reaktorer för "revolutionerande konstruktioner". Det fanns inte några konkreta prognoser för förverkligande av koncepten vid den tidpunkten.
Förbättringarna i reaktortekniken i tredje generationens reaktorer är avsedda att resultera i en längre driftstid, konstruerad för 60 års drift, förlängningsbar till över 100 års drift före fullständig översyn och utbyte av reaktortryckkärl) jämfört med nuvarande generation II-reaktorer, konstruerade för 40 års drift, förlängningsbara till över 60 års drift före fullständig översyn och utbyte av tryckkärl.
Härdskadefrekvenserna för dessa reaktorer är konstruerade för att vara lägre än för generation II-reaktorer – 60 härdskadehändelser för den europeiska tryckreaktorn (EPR) och 3 härdskadehändelser för den ekonomiskt förenklade kokvattenreaktorn (ESBWR) per 100 miljoner reaktorår är betydligt lägre än de 1 000 härdskadehändelserna per 100 miljoner reaktorår för BWR/4-reaktorer av generation II.
Den tredje generationens EPR-reaktor konstruerades också för att använda uran mer effektivt än äldre generation II-reaktorer, med en förbrukning på cirka 17 % mindre per genererad elenhet än dessa äldre reaktortekniker. En oberoende analys utförd av miljöforskaren Barry Brook om den högre effektiviteten och därmed lägre materialbehovet hos Gen III-reaktorer bekräftar detta resultat.

## Utvecklingar

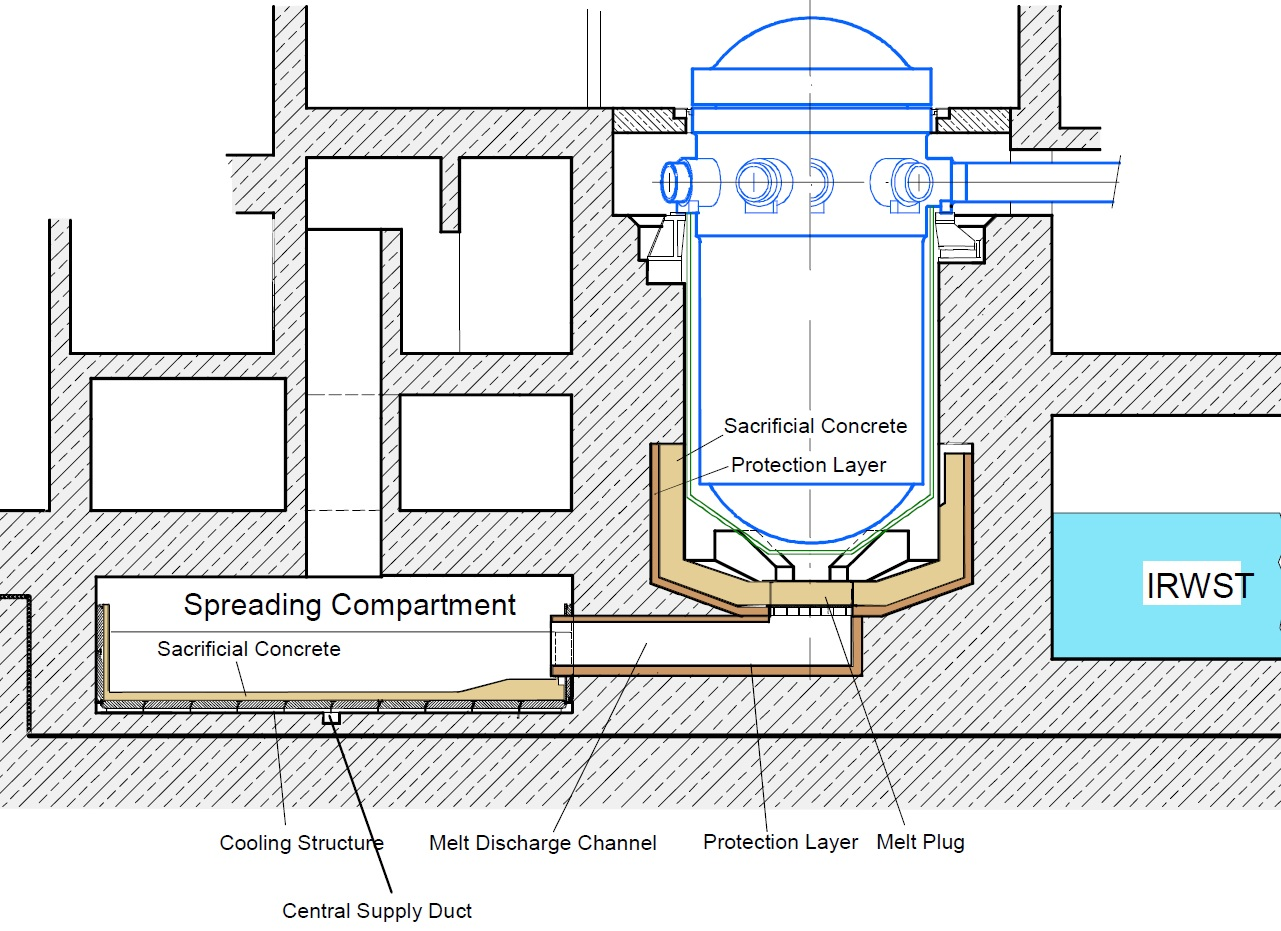
EPR- kärnuppfångningsrum utformat för att fånga upp corium vid en härdsmälta. Vissa generation III-reaktorer har en härdfångare i sin design.

Gen III+ reaktorkonstruktioner är en evolutionär utveckling av Gen III-reaktorer och erbjuder säkerhetsförbättringar jämfört med Gen III-reaktorkonstruktioner. Tillverkare började utvecklingen av Gen III+-system på 1990-talet genom att bygga vidare på driftserfarenheterna från den amerikanska, japanska och västeuropeiska lättvattenreaktorn.[källa behövs]
Kärnkraftsindustrin började främja en kärnkraftsrenässans och föreslog att Gen III+-konstruktioner borde lösa tre viktiga problem: säkerhet, kostnad och byggbarhet. Byggkostnader på 1 000 USD/kW prognostiserades, en nivå som skulle göra kärnkraft konkurrenskraftig med gas, och byggtider på fyra år eller mindre förväntades. Dessa uppskattningar visade sig dock vara överoptimistiska.[källa behövs]
En anmärkningsvärd förbättring av Gen III+-system jämfört med andra generationens design är införandet i vissa designer av passiva säkerhetsfunktioner som inte kräver aktiva kontroller eller operatörsingripande utan istället förlitar sig på gravitation eller naturlig konvektion för att mildra effekterna av onormala händelser.[källa behövs]

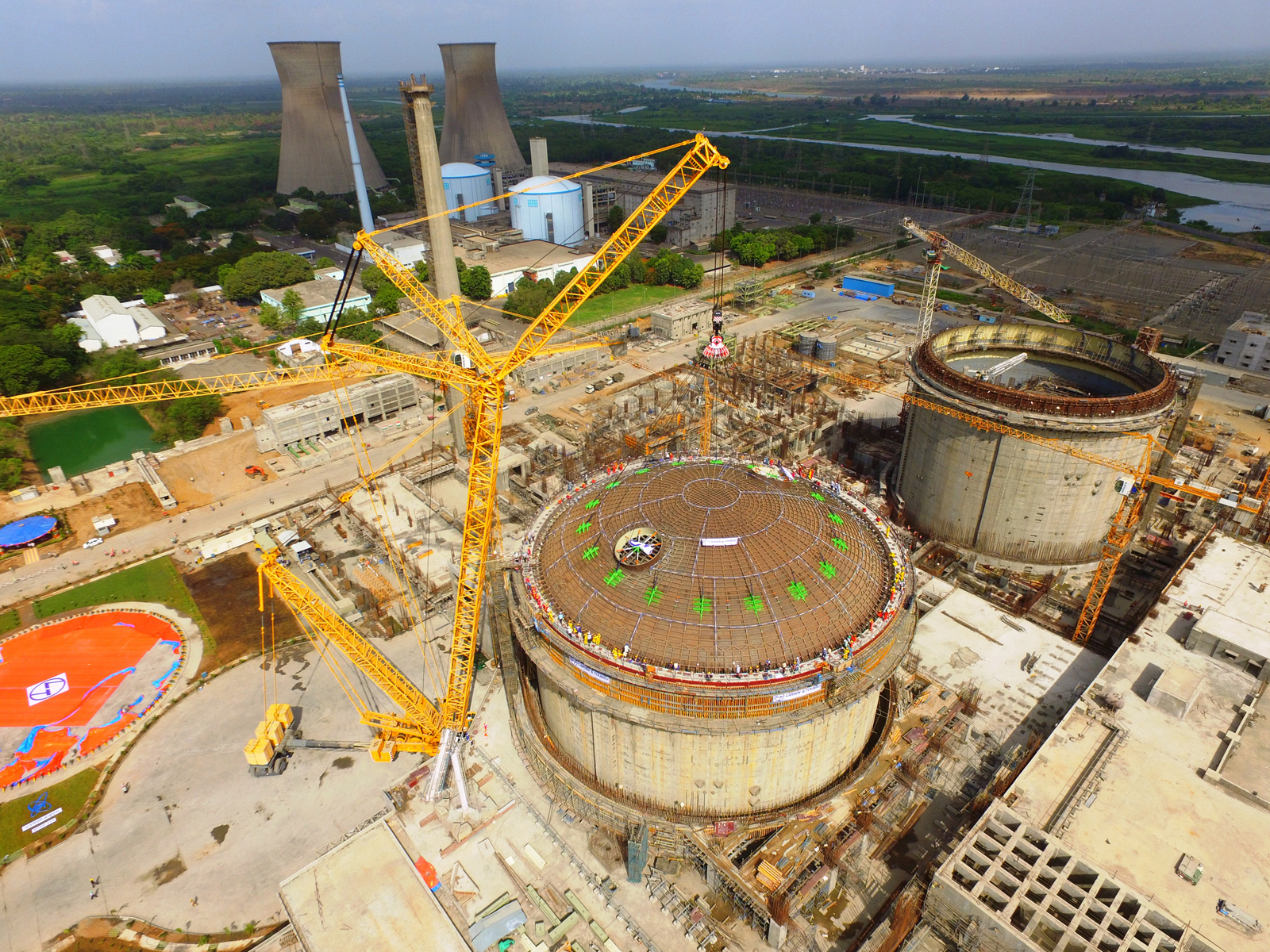
Kakrapar kärnkraftverk, enhet 3 och 4 under uppbyggnad. Indiens första generation III+ reaktor

Reaktorer av generation III+ har extra säkerhetsfunktioner för att undvika den typ av katastrof som inträffade i Fukushima 2011. Generation III+-konstruktioner, passiv säkerhet, även känd som passiv kylning, kräver ingen ihållande operatörsåtgärd eller elektronisk återkoppling för att stänga av anläggningen på ett säkert sätt i händelse av en nödsituation. Många av kärnreaktorerna i generation III+ har en härdfångare. Om bränslekapslingen och reaktorkärlssystemen och tillhörande rörledningar smälter, kommer korium att falla ner i en härdfångare som håller det smälta materialet och har förmågan att kyla det. Detta skyddar i sin tur den sista barriären, inneslutningsbyggnaden. Som ett exempel installerade Rosatom en 200 ton tung kärnfångare i VVER- reaktorn som den första stora utrustningsdelen i reaktorbyggnaden på Rooppur 1, och beskrev den som "ett unikt skyddssystem". År 2017 startade Rosatom kommersiell drift av NVNPP-2 Unit 1 VVER-1200- reaktorn i centrala Ryssland, vilket markerar världens första fullständiga driftsättning av en generation III+ reaktor.

### De första generation III-reaktorerna

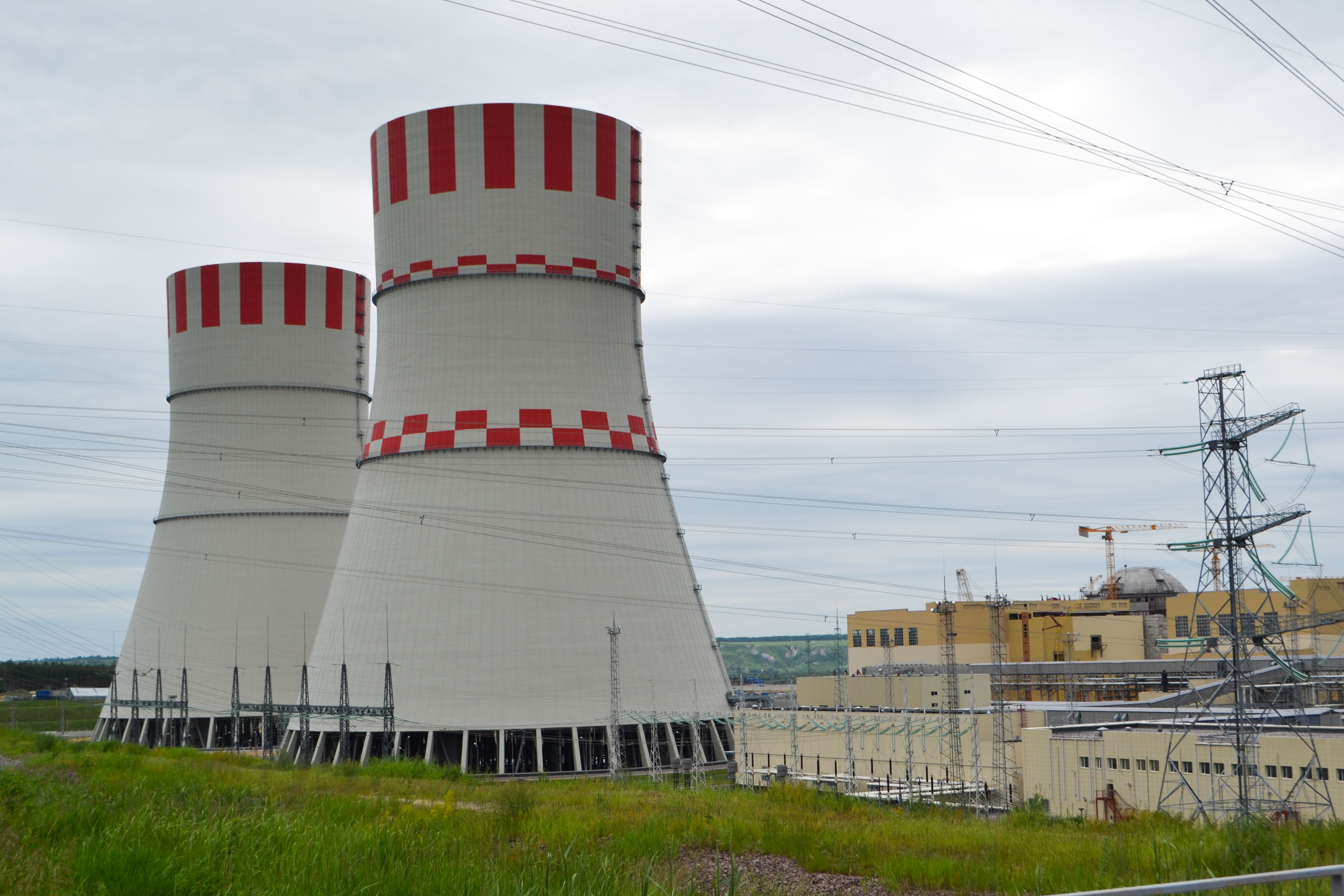
Novovoronezh kärnkraftverk II med världens första generation III+-reaktor

De första generation III-reaktorerna byggdes i Japan, i form av avancerade kokvattenreaktorer. Den 5 augusti 2016 togs en VVER-1200 /392M-reaktor av generation III+ i drift (första nätanslutningen) vid kärnkraftverket Novovoronezh II i Ryssland, vilket var den första reaktorn av generation III+ som var i drift.
Flera andra reaktorer av generation III+ är under sen uppbyggnadsfas i Europa, Kina, Indien och USA. De nästa generation III+ reaktorerna som togs i drift var en AREVA EPR-reaktor vid kärnkraftverket i Taishan (första nätanslutning 29 augusti 2018) och en Westinghouse AP1000-reaktor vid kärnkraftverket i Sanmen (första nätanslutning 30 juni 2018) i Kina.
I USA certifieras reaktorkonstruktioner av Nuclear Regulatory Commission (NRC). Sedan augusti 2020 har kommissionen godkänt sju nya designer och överväger ytterligare en design samt förnyelse av en utgången certifiering.

## Svar och kritik
Förespråkare för kärnkraft och vissa som historiskt sett har varit kritiska har erkänt att tredje generationens reaktorer som helhet är säkrare än äldre reaktorer.[källa behövs]
Edwin Lyman, seniorforskare vid Union of Concerned Scientists, har ifrågasatt specifika kostnadsbesparande designval som gjorts för två generation III-reaktorer, både AP1000 och ESBWR. Lyman, John Ma (en senior konstruktionsingenjör vid NRC) och Arnold Gundersen (en antikärnkraftskonsult ) är oroade över vad de uppfattar som svagheter i stålbehållaren och betongsköldbyggnaden runt AP1000, eftersom dess behållare inte har tillräckliga säkerhetsmarginaler i händelse av en direkt flygplansattack. Andra ingenjörer håller inte med om dessa farhågor och hävdar att inneslutningsbyggnaden är mer än tillräcklig vad gäller säkerhetsmarginaler och säkerhetsfaktorer.
Union of Concerned Scientists hänvisade 2008 till EPR som den enda nya reaktorkonstruktionen som övervägs i USA och som"...verkar ha potential att vara betydligt säkrare och mer skyddad mot attacker än dagens reaktorer.":7
Det har också funnits problem med att tillverka de precisionsdelar som krävs för att upprätthålla säker drift av dessa reaktorer, med kostnadsöverskridanden, trasiga delar och extremt fina ståltoleranser som orsakar problem med nya reaktorer under uppbyggnad i Frankrike vid kärnkraftverket i Flamanville.

## Listor över generation III-reaktorer

### Generation III-reaktorer som för närvarande är i drift eller under uppbyggnad
| Bolag                              | Reactor namn           | Type | MWe (nett) | MWe (brutto) | MWth | Anteckningar |
| ---------------------------------- | ---------------------- | ---- | ---------- | ------------ | ---- | --- |
| General Electric, Toshiba, Hitachi | ABWR; US-ABWR          | BWR  | 1350       | 1420         | 3926 | I drift i Kashiwazaki sedan 1996. NRC certifierad sedan 1997. |
| KEPCO                              | APR-1400               | PWR  | 1383       | 1455         | 3983 | I drift i Kori since Jan 2016. |
| CGNPG                              | ACPR-1000              | PWR  | 1061       | 1119         | 2905 | Förbättrad version av CPR-1000. Den första reaktorn togs i drift 2018 vid Yangjiang-5. |
| CGNPG, CNNC                        | Hualong One (HPR-1000) | PWR  | 1090       | 1170         | 3050 | Delvis en sammanslagning av de kinesiska ACPR-1000- och ACP-1000-designerna, men i slutändan en stegvis förbättring av de tidigare CNP-1000- och CP-1000-designerna. Den var ursprungligen tänkt att heta "ACC-1000", men fick slutligen namnet "Hualong One" eller "HPR-1000". Fangchenggang-enheterna 3–6 kommer att vara de första som använder HPR-1000-designen, medan enheterna 3 och 4 för närvarande är under uppbyggnad sedan 2017. |
| OKBM Afrikantov                    | VVER-1000/428          | PWR  | 990        | 1060         | 3000 | Första versionen av AES-91-designen, designad och använd för Tianwan-enheterna 1 och 2, som togs i drift 2007. |
| OKBM Afrikantov                    | VVER-1000/428M         | PWR  | 1050       | 1126         | 3000 | En annan version av AES-91-designen, också designad och använd för Tianwan (denna gång för enheterna 3 och 4, som togs i drift 2017 respektive 2018). |
| OKBM Afrikantov                    | VVER-1000/412          | PWR  | 917        | 1000         | 3000 | Först konstruerade AES-92-designen, använd för Kudankulam. |

### Generation III-designer som ännu inte antagits eller byggts
| Bolag                     | Reactor namn                  | Typ  | MWe (netto) | MWe (brutto) | MWth | Anteckningar |
| ------------------------- | ----------------------------- | ---- | ----------- | ------------ | --- | --- |
| General Electric, Hitachi | ABWR-II                       | BWR  | 1638        | 1717         | 4960 | Förbättrad version av ABWR. Osäker utvecklingsstatus. |
| Mitsubishi                | APWR; US-APWR; EU-APWR; APWR+ | PWR  | 1600        | 1700         | 4451 | Två planerade enheter vid Tsuruga ställdes in 2011. US NRC-licensiering för två planerade enheter vid Comanche Peak upphävdes 2013. Den ursprungliga APWR och den uppdaterade US-APWR/EU-APWR (även känd som APWR+) skiljer sig avsevärt åt i sina designegenskaper, där APWR+ har högre effektivitet och elektrisk effekt. |
| Westinghouse              | AP600                         | PWR  | 600         |              | NRC certifierad 1999. Utvecklades till den större AP1000-designen. | |
| Combustion Engineering    | System 80+                    | PWR  | 1350        |              | NRC certifierad 1997. Utgjorde grunden för den koreanska APR-1400. | |
| OKBM Afrikantov           | VVER-1000/466(B)              | PWR  | 1011        | 1060         | 3000 | Detta var den första AES-92-designen som utvecklades, ursprungligen avsedd att byggas vid det föreslagna kärnkraftverket Belene, men byggandet stoppades senare. |
| Candu Energy Inc.         | EC6                           | PHWR | 750         | 2084         | EC6 (Enhanced CANDU 6) är en evolutionär uppgradering av tidigare CANDU-konstruktioner. Liksom andra CANDU-konstruktioner kan den använda oanrikat naturligt uran som bränsle. | |
| Candu Energy Inc.         |                               | PHWR | 740         | 2084         | Advanced Fuel CANDU-reaktorn är en modifierad EC6-konstruktion som har optimerats för extrem bränsleflexibilitet med förmågan att hantera ett flertal potentiella återbearbetade bränsleblandningar och till och med torium. Den genomgår för närvarande sen utvecklingsfas som en del av ett joint venture mellan SNC-Lavalin, CNNC och Shanghai Electric.                                                                                   | |
| Flera                     | MKER                          | BWR  |             | 2085         | En utveckling av kärnkraftsreaktorn RBMK. Åtgärdar alla RBMK-reaktorns konstruktionsfel och brister och lägger till en fullständig inneslutningsbyggnad och passiva kärnsäkerhetsfunktioner såsom ett passivt kylsystem för kärnan. Den fysiska prototypen av MKER-1000 är den femte enheten i kärnkraftverket Kursk. Byggandet av Kursk 5 avbröts 2012 och en VVER-TOI vars konstruktion pågått sedan 2018 byggs istället från och med 2018. | |

## Listor över generation III+ reaktorer

### Generation III+ reaktorer som för närvarande är i drift eller under uppbyggnad
| Bolag                 | Reaktor namn   | Typ  | MWe (netto) | MWe (brutto) | MWth | Först uppkopplad till elnätet | Anteckningar |
| --------------------- | -------------- | ---- | ----------- | ------------ | ---- | --- | --- |
| Westinghouse, Toshiba | AP1000         | PWR  | 1117        | 1250         | 3400 | 2018-06-30 | NRC certifierad sedan december 2005. |
| SNPTC, Westinghouse   | CAP1400        | PWR  | 1400        | 1500         | 4058 | | Den första samutvecklade och uppskalade "hemmabyggda" versionen/derivatet av AP1000 från Kina. Westinghouses samutvecklingsavtal ger Kina immateriella rättigheter för alla samutvecklade anläggningar >1350 MWe. De två första enheterna är för närvarande under uppbyggnad i Shidao Bay. CAP1400 planeras att följas av en CAP1700- och/eller en CAP2100-design om kylsystemen kan skalas upp tillräckligt mycket. |
| Areva                 | EPR            | PWR  | 1660        | 1750         | 4590 | 2018-06-29 Taishan | |
| OKB Gidropress        | VVER-1200/392M | PWR  | 1114        | 1180         | 3200 | 2016-08-05 Novovoronezh II | VVER-1200-serien är även känd som AES-2006/MIR-1200-designen. Denna specifika modell var den ursprungliga referensmodellen som användes för VVER-TOI-projektet. |
| OKB Gidropress        | VVER-1200/491  | PWR  | 1085        | 1199         | 3200 | 2018-03-09 Leningrad II | |
| OKB Gidropress        | VVER-1200/509  | PWR  | 1114        | 1200         | 3200 | | Under uppbyggnad vid Akkuyu kärnkraftverk, som Akkuyu 1–4. Baserat på AES-2006 med uppdaterade seismiska och regulatoriska förhållanden från VVER-TOI. Nätanslutningar planerade mellan 2025 och 2028. |
| OKB Gidropress        | VVER-1200/523  | PWR  | 1080        | 1200         | 3200 | | Kärnkraftverket Rooppur i Bangladesh på 2,4 GWe är under uppbyggnad. De två enheterna VVER-1200/523 som genererar 2,4 GWe planeras att vara i drift 2024 och 2025. |
| OKB Gidropress        |                | PWR  | 1200        | 3200         |      | Standardiserad version av VVER-1200 delvis baserad på VVER-1300/510-designen (som är den nuvarande referensdesignen för VVER-TOI-projektet). | |
| OKB Gidropress        | VVER-1300/510  | PWR  | 1115        | 1255         | 3300 | | VVER-1300-konstruktionen är också känd som AES-2010-konstruktionen och betecknas ibland felaktigt som VVER-TOI-konstruktionen. VVER-1300/510 är baserad på VVER-1200/392M som ursprungligen användes som referenskonstruktion för VVER-TOI-projektet, även om VVER-1300/510 nu fyller den rollen (vilket har lett till förvirring mellan VVER-TOI-anläggningskonstruktionen och VVER-1300/510-reaktorkonstruktionen). Flera enheter planeras för närvarande för byggnation vid flera ryska kärnkraftverk. De första enheterna under uppbyggnad vid Kursk kärnkraftverk. |
| BARC                  | IPHWR-700      | PHWR | 630         | 700          | 2166 | 2021-1-10 Kakrapar | Efterföljare till den inhemska 540 MWe PHWR med ökad effekt och ytterligare säkerhetsfunktioner. Under uppbyggnad och planerad att tas i drift 2020. Enhet 3 vid Kakrapar atomkraftverk uppnådde sin första kritiska status den 22 juli 2020. Enhet 3 anslöts till nätet den 10 januari 2021. |

### Generation III+ designer som ännu inte antagits eller byggts
| Bolag                     | Reaktor namn | Typ   | MWe (netto) | MWe (brutto) | MWth | Anteckningar |
| ------------------------- | ------------ | ----- | ----------- | ------------ | --- | --- |
| Toshiba                   | EU-ABWR      | BWR\| | 1600        | 4300         | Uppdaterad version av ABWR utformad för att uppfylla EU:s riktlinjer, öka reaktoreffekten och förbättra konstruktionsgenereringen till III+. | |
| Areva                     | Kerena       | BWR\| | 1250        | 1290         | 3370 | Tidigare känd som SWR-1000. Baserad på tyska BWR-konstruktioner, främst från Gundremmingen-enheterna B/C. Samutvecklad av Areva och E.ON. |
| General Electric, Hitachi | ESBWR        | BWR\| | 1520        | 1600         | 4500 | Baserad på den outgivna SBWR-designen som i sin tur baserades på ABWR. Övervägs för North Anna 3. Undviker helt användningen av recirkulationspumpar till förmån för en design som är helt beroende av naturlig cirkulation (vilket är mycket ovanligt för en kokvattenreaktordesign).                                                                                         |
| KEPCO                     | APR+         | PWR   | 1505        | 1560         | 4290 | APR-1400-efterföljaren med ökad effekt och ytterligare säkerhetsfunktioner. |
| KEPCO                     | APR-1000     | PWR   | 1000        | 1050         | 2850 | Minimaliserad version av APR-1400, kylsystem liknande OPR-1000-konstruktionen. Antalet bränslepatroner minskat från 241 till 177, ytterligare säkerhetsfunktioner. |
| Areva, Mitsubishi         | ATMEA1       | PWR   |             | 3150         | Den föreslagna Sinop-anläggningen fortskred inte                                                                                             | |
| OKB Gidropress            |              | PWR   | 600         | 1600         | I huvudsak en nedskalad VVER-1200. Kommersiell driftsättning planerad till 2030 på Kola.                                                     | |
| Candu Energy Inc.         | ACR-1000     | PHWR  | 1085        | 1165         | 3200 | Den avancerade CANDU-reaktorn är en hybrid CANDU-konstruktion som behåller tungvattenmoderatorn men ersätter tungvattenkylvätskan med konventionellt lättvattenkylvätska, vilket avsevärt minskar kostnaderna för tungt vatten jämfört med traditionella CANDU-konstruktioner men förlorar den karakteristiska CANDU-förmågan att använda oanrikat naturligt uran som bränsle. |
| BARC                      | IPWR-900     | PWR   |             | 2700         | Indiens första lättvattenreaktor, en Gen 3+ design baserad på CLWR-B1-reaktorn från en ubåt av Arihant-klass.                                | |